# Mazeppa (Minnesota)
Mazeppa – miasto w Stanach Zjednoczonych, w stanie Minnesota, w hrabstwie Wabasha.